# 15 يناير
- السبت
- الأحد
- الاثنين
- الثلاثاء
- الأربعاء
- الخميس
- الجمعة

- 2827 جمادى الآخرة 1446  هـ
- 2928 جمادى الآخرة 1446  هـ
- 3029 جمادى الآخرة 1446  هـ
- 3130 جمادى الآخرة 1446  هـ
- 11 رجب 1446  هـ
- 22 رجب 1446  هـ
- 33 رجب 1446  هـ
- 44 رجب 1446  هـ
- 55 رجب 1446  هـ
- 66 رجب 1446  هـ
- 77 رجب 1446  هـ
- 88 رجب 1446  هـ
- 99 رجب 1446  هـ
- 1010 رجب 1446  هـ
- 1111 رجب 1446  هـ
- 1212 رجب 1446  هـ
- 1313 رجب 1446  هـ
- 1414 رجب 1446  هـ
- 1515 رجب 1446  هـ
- 1616 رجب 1446  هـ
- 1717 رجب 1446  هـ
- 1818 رجب 1446  هـ
- 1919 رجب 1446  هـ
- 2020 رجب 1446  هـ
- 2121 رجب 1446  هـ
- 2222 رجب 1446  هـ
- 2323 رجب 1446  هـ
- 2424 رجب 1446  هـ
- 2525 رجب 1446  هـ
- 2626 رجب 1446  هـ
- 2727 رجب 1446  هـ
- 2828 رجب 1446  هـ
- 2929 رجب 1446  هـ
- 3030 رجب 1446  هـ
- 311 شعبان 1446  هـ

15 يناير أو 15 كانون الثاني أو يوم 15\1 (اليوم الخامس عشر من الشهر الأوَّل) هو اليوم الخامس عشر (15) من السنة وفقًا للتقويم الميلادي الغربي (الغريغوري). يبقى بعده 350 يومًا لانتهاء السنة، أو 351 يومًا في السنوات الكبيسة.

## أحداث
- 910 - إعلان قيام الدولة الفاطمية في المغرب بعد نجاح أبي عبد الله الشيعي في دعوته وجذب الأعوان والأنصار لها وقيامه بمبايعة عبيد الله المهدي بالخلافة.
- 1559 - تتويج إليزابيث الأولى ملكة على إنجلترا في دير وستمنستر بلندن.
- 1759 - افتتاح المتحف البريطاني.
- 1854 - الجيش الروسي يتعرض لهزيمة قاسية في معركة جاتانا في الأفلاق من الجيش العثماني، وأدت المعركة إلى فشل الروس في طرد العثمانيين من الأفلاق.
- 1892 - جيمس نايسميث يصدر كتاب قواعد كرة السلة.
- 1919 - تأسيس نادي الترجي الرياضي التونسي.
- 1922 - الإعلان عن قيام جمهورية أيرلندا.
- 1934 - زلزال في بهار بالهند ونيبال بقوة 8.4 على مقياس ريختر يؤدي إلى وفاة 10700 شخص.
- 1944 - اللجنة الإستشارية الأوروبية والمكونة من ممثلي قوات الحلفاء تقرر تقسيم ألمانيا.
- 1952 - أديب الشيشكلي رئيس المجلس العسكري الأعلى، يحلّ معظم الأحزاب السياسية في سوريا.
- 1966 - انقلاب عسكري في نيجيريا قتل خلاله رئيس الوزراء أبو بكر باليوا، وتنصيب الجنرال جونسون أيرونسي رئيسًا للبلاد.
- 1970 - معمر القذافي يتولى رئاسة الوزراء في ليبيا.
- 1971 - الاحتفال بمصر بمناسبة إتمام بناء السد العالي.
- 1975 - البرتغال توقع معاهدة استقلال أنغولا.
- 1985 - عودة البرازيل للحكم المدني بعد 21 عام من الحكم العسكري.
- 1990 - اندلاع الحرب الأهلية بين جمهوريتي أرمينيا وأذربيجان السوفييتيتين.
- 2001 - بداية عمل الموسوعة المفتوحة ويكيبيديا.
- 2006 - مجلس الوزراء الكويتي ينادي ولي العهد الشيخ سعد العبد الله السالم الصباح أميرًا لدولة الكويت بعد وفاة الأمير الشيخ جابر الأحمد الصباح.
- 2007 - تنفيذ حكم الإعدام في عواد البندر وبرزان التكريتي وذلك بعد إدانتهم بجرائم حرب.
- 2009 - طائرة إسرائيلية تغير على منزل القيادي في حركة حماس سعيد صيام وتغتاله مع كل من كان معه.
- 2011 - رئيس مجلس النواب التونسي فؤاد المبزع يؤدي اليمين الدستورية رئيسًا مؤقتًا للجمهورية خلفًا للرئيس زين العابدين بن علي.
- 2013 - قتل وجرح المئات في قصف لطيران النظام السوري على جامعة حلب في محيط كلية الهندسة المعمارية، بالتزامن مع قيام طلاب جامعة حلب بتنظيم مظاهرات احتجاجية للتنديد بقصف المدن السورية وللمطالبة بمزيد من الحريات.
- 2014 - بدء ترحيل الآلاف من السلفيين من دماج شمال اليمن مع بدء تنفيذ اتفاق وُقع عليه لإنهاء حصار دماج.
- 2015 - انطلاق منافسات بطولة العالم لكرة اليد للرجال المُقامة في الدوحة.
- 2016 -
  - دُخول الاتفاق النووي المُوقَّع بين طهران والدُول الكُبرى حيِّز التنفيذ ليبدأ بالتبعية رفع العقوبات الاقتصادية عن إيران.
  - مقتل 23 شخصا على الأقل في هجوم مسلحين ينتمون إلى تنظيم القاعدة في بلاد المغرب الإسلامي على فندق في بوركينا فاسو.
- 2018 - تفجيران انتحاريان في ساحة الطيران في بغداد يوديان بمقتل وإصابة أكثر من 100 شخص.
- 2019 - مجلس العموم يصوت بغالبية 432 صوتًا ضد خطة تيريزا ماي للخروج من الاتحاد الأوروبي مقابل مائتين واثنين من إجمالي الأصوات، وزعيم حزب العمّال المعارض جيرمي كوربين يطالب بحجب الثقة عن الحكومة.
- 2020 - استقالة الحكومة الروسية برئاسة دميتري ميدفيديف تمهيدًا لتعديل الدستور الروسي.
- 2021 -
  - استقالة رئيس وزراء هولندا مارك روته وحكومته في أعقاب فضيحة الاحتيال في بدل رعاية الأطفال.
  - مقتل ما لا يقل عن 80 شخصًا وإصابة أكثر من 800 آخرين، جراء زلزال بقوة 6.2 ضرب جزيرة سولاوسي في إندونيسيا.
- 2022 - ثورة بركان في تونغا في المحيط الهادئ، أعقبه تسونامي امتد تأثيره لعدة دول مجاورة.
- 2023 - تحطم طائرة رحلة خطوط يتي الجوية 691 بالقرب من بوخارا في النيبال، مما أدى إلى مصرع 72 شخصًا كانوا على متنها.
- 2024 - الحرس الثوري الإيراني يشن هجومًا بالصواريخ على أهداف في العراق وسوريا، وفي اليوم التالي في باكستان، وذلك ردًّا على تفجيرات كرمان. ردت باكستان بضرب أهداف في إيران.

## مواليد
- 1622 - موليير، مؤلف مسرحي فرنسي.
- 1791 - فرانس جريلبارتسر، كاتب نمساوي.
- 1850 - ميهاي إمينسكو، شاعر روماني.
- 1863 - فيلهلم ماركس، مستشار ألمانيا.
- 1866 - لارس أولف ناثان سود بريلوم، رجل دين سويدي حاصل على جائزة نوبل للسلام عام 1930.
- 1876 - عبد العزيز آل سعود، ملك المملكة العربية السعودية.
- 1895 - أرتوري فيرتانن، عالم كيمياء فنلندي حاصل على جائزة نوبل في الكيمياء عام 1945.
- 1902 -
  - سعود بن عبد العزيز آل سعود، ملك السعودية.
  - ناظم حكمت، شاعر تركي.
- 1918 -
  - جمال عبد الناصر، رئيس مصري.
  - جواو فيغيريدو، سياسي برازيلي.
- 1929 -
  - شفيق جلال، مغني مصري.
  - علية عبد المنعم، ممثلة مصرية.
  - مارتن لوثر كينغ الابن، ناشط أمريكي أسود في مجال الحقوق المدنية، حاصل على جائزة نوبل للسلام عام 1964.
- 1930 - محمد عبد الحليم أبو غزالة، وزير دفاع مصري.
- 1930 - محمود بخيت الربيعي، ناقد أدبي وأكاديمي مصري.
- 1937 - سمير غانم، ممثل مصري.
- 1941 - أحمد خليل، ممثل مصري.
- 1943 - بسام شبارو، مدير أعمال وناشر كتب لبناني.
- 1945 - كنعان حمد، ممثل ومخرج ومؤلف كويتي.
- 1946 - هيفاء واصف، ممثلة سورية.
- 1950 -
  - آصف شوكت، سياسي سوري.
  - ماريوس تريسور، لاعب كرة قدم فرنسي.
- 1952 - مشيرة إسماعيل، ممثلة مصرية.
- 1955 - فارس بويز، سياسي لبناني.
- 1958 -
  - بوريس تاديتش، رئيس صربيا.
  - كارلوس مانويل، لاعب كرة قدم برتغالي.
  - خالد الإسلامبولي، قاتل الرئيس المصري محمد أنور السادات.
- 1962 - زهرة الخرجي، ممثلة كويتية.
- 1971 - أحمد وفيق، ممثل مصري.
- 1972 - ناصر محمد، ممثل قطري.
- 1973 -
  - محمد الخوجلي، حارس مرمى كرة قدم سعودي.
  - عصام الحضري، حارس مرمى كرة قدم مصري.
- 1975 - ماري بيرس، لاعبة كرة مضرب فرنسية.
- 1979 -
  - منتظر الزيدي، صحافي عراقي.
  - مارتن بتروف، لاعب كرة قدم بلغاري.
- 1980 - أحمد الجندي، مخرج مصري.
- 1981 -
  - أحمد شعيب، ممثل سعودي.
  - الحجي ضيوف، لاعب كرة قدم سنغالي.
- 1982 -
  - نورهان، ممثلة مصرية.
  - نيل نيتين موكيش، ممثل هندي.
- 1983 -
  - جيرمان بينانت، لاعب كرة قدم إنجليزي.
  - هوغو فيانا، لاعب كرة قدم.
- 1984- تسوباسا يوناغا، ممثل أداء صوتي ياباني.
- 1985 -
  - منى هلا، ممثلة مصرية.
  - رينيه أدلر، لاعب كرة قدم ألماني.
- 1986 - سعيد فتاح، لاعب كرة قدم مغربي.
- 1987 -
  - آرون كلافام، لاعب كرة قدم نيوزيلندي.
  - ديفيد نايت، لاعب كرة قدم إنجليزي.
  - أمل محمد، ممثلة إماراتية.
- 1988 - هالة الصباغ، مغنية سورية.
- 1994 -
  - عمر خربين، لاعب كرة قدم سوري.
  - إيريك داير، لاعب كرة قدم إنجليزي.

## وفيات
- 1595 - مراد الثالث، سلطان عثماني.
- 1903 - أبو خليل القباني، كاتب مسرحي سوري ورائد المسرح العربي.
- 1911 - عمر باشا المحمد، عضو مجلس إدارة متصرفية ولاية طرابلس الشام.
- 1943 - إريك نايت، كاتب أدب أطفال إنجليزي.
- 1946 - عبد الحسين هوشمند راد، كاتب مقالات وسيرة إيراني.
- 1950 - علي مصطفى مشرفة، عالم فيزياء ورياضيات مصري.
- 1954 - عبد السلام عيون السود، شاعر سوري.
- 1957 - علي الكسار، ممثل مصري.
- 1969 - محمد عبد القدوس، ممثل مصري.
- 1977 - عبد الهادي العصامي، كاتب وصحفي وشاعر عراقي.
- 1979 - يانغ تشونغ جيان، إحاثي صيني.
- 1980 - علي يحيى معمر، من أعلام المذهب الإباضي في ليبيا.
- 1988 - شون ماكبرايد، سياسي أيرلندي حاصل على جائزة نوبل للسلام عام 1974.
- 1995 - عبد الله محمد العتيبي، شاعر كويتي.
- 2004 - معروف الدواليبي، رئيس وزراء سوري.
- 2006 - جابر الأحمد الصباح، أمير دولة الكويت الثالث عشر.
- 2007 -
  - برزان إبراهيم التكريتي، مدير الاستخبارات في العراق بعهد صدام حسين وأخيه غير الشقيق.
  - عواد البندر، رئيس المحكمة الثورية في العراق بعهد صدام حسين.
- 2008 - يونان لبيب رزق، مؤرخ مصري.
- 2009 - سعيد صيام، القيادي في حركة حماس.
- 2010 - مارشال نيرنبرغ، عالم كيمياء حيوية أمريكي حاصل على جائزة نوبل في الطب عام 1968.
- 2011 -
  - محمد الثبيتي، شاعر سعودي.
  - نات لافتهوس، لاعب ومدرب كرة قدم إنجليزي.
- 2012 - مانويل فراغا، سياسي إسباني.

## أعياد ومناسبات
- يوم ويكيبيديا.
- يوم مارتن لوثر كينغ في الولايات المتحدة.
- يوم الأبجدية الكورية في كوريا الشمالية.

## وصلات خارجية
- وكالة الأنباء القطريَّة: حدث في مثل هذا اليوم.
- النيويورك تايمز: حدث في مثل هذا اليوم.
- BBC: حدث في مثل هذا اليوم.